# 卡迪索卡

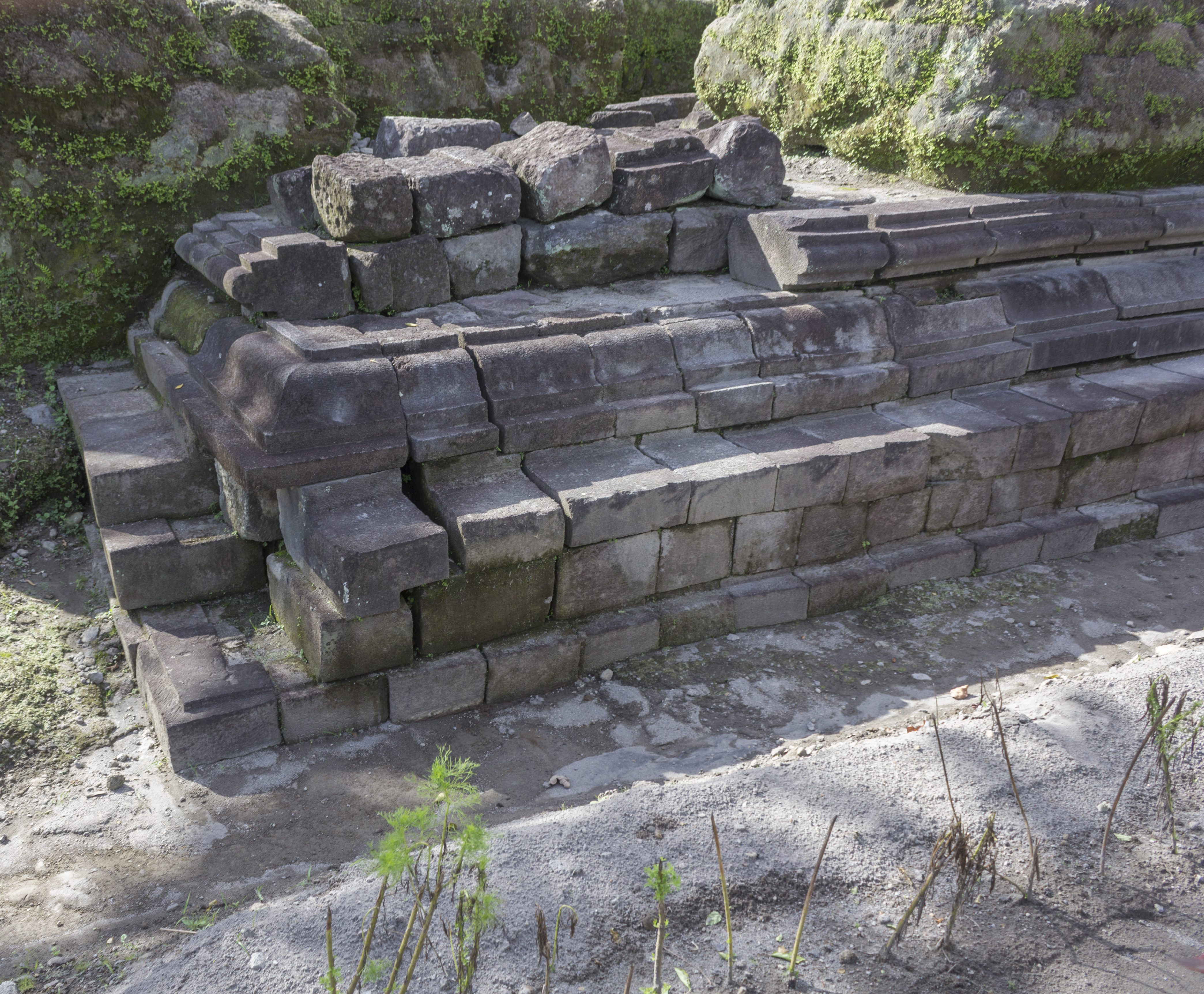
寺廟東側外部

卡迪索卡又稱卡迪索卡寺廟，是一個在印度尼西亞日惹斯勒曼縣被部分挖掘出來的寺廟，也是印度尼西亞的文化遺產之一。

## 佈局
卡迪索卡寺廟面積為6.49（21.3英尺）乘以6.9（23英尺），建於200平方（2,200平方英尺）的土地上。該土地種植了幾種樹種，例如黃槿和變葉木等。寺廟位於印度尼西亞日惹斯勒曼縣裏的一個小村莊，是克武平原的一部分。而寺廟被農田包圍，位於庫寧河東面100（330英尺）。這座寺廟位於桑比薩里以北約8（5.0英里），海拔150（490英尺）。
寺廟由安山岩製成，其岩石保存良好，幾乎沒有微生物生長。其建築風格與在克武平原發現的其他眾多寺廟的建築風格都非常相似，都是基於鐘形和半圓形底座形狀。此寺廟面向西方，但偏離了約10度。
卡迪索卡目前由兩個人來維護，包括負責清理現場、報告損壞以及接待訪客等職務。在雨季時，途徑寺廟的道路會充滿泥濘。

## 歷史

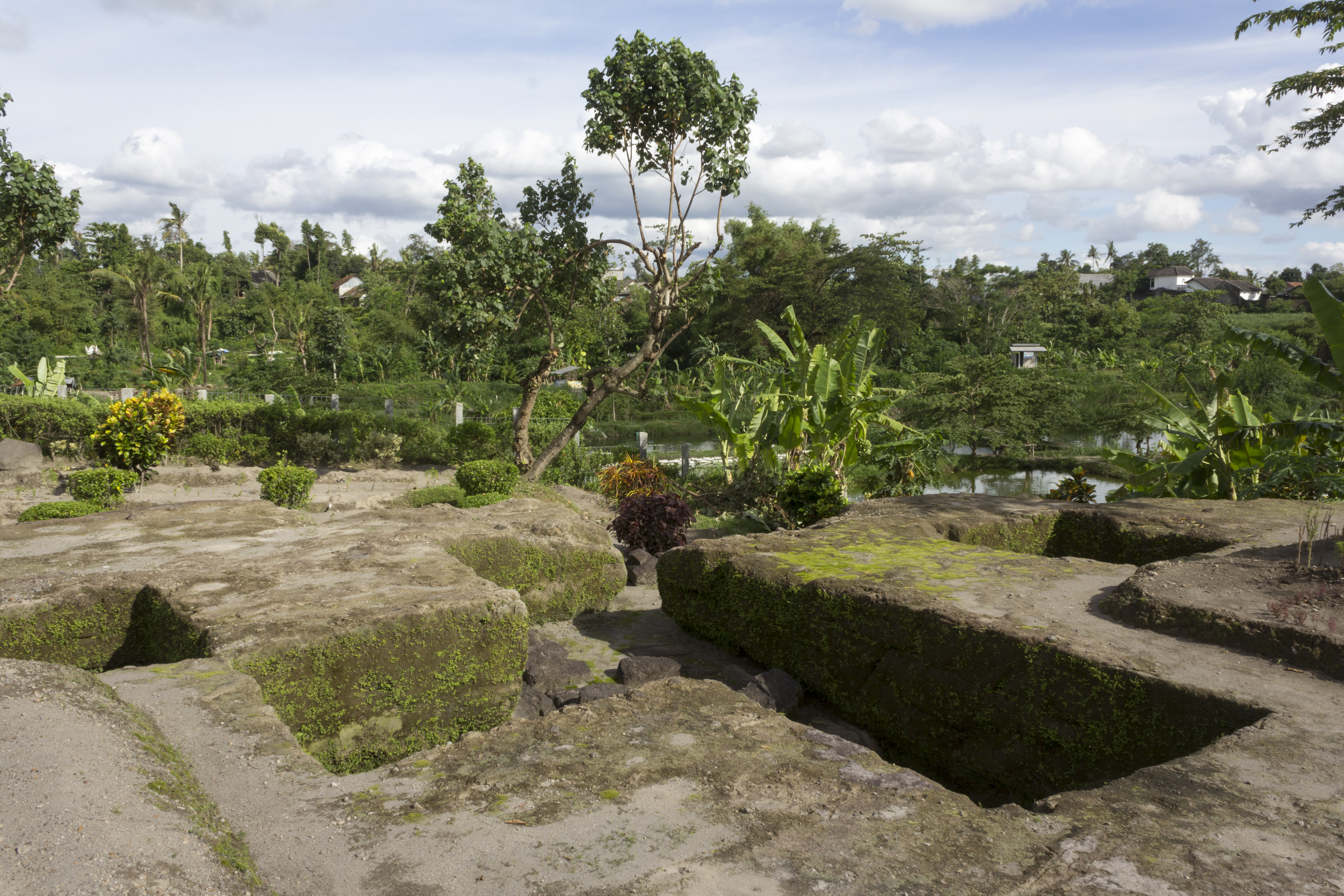
被挖掘的區域

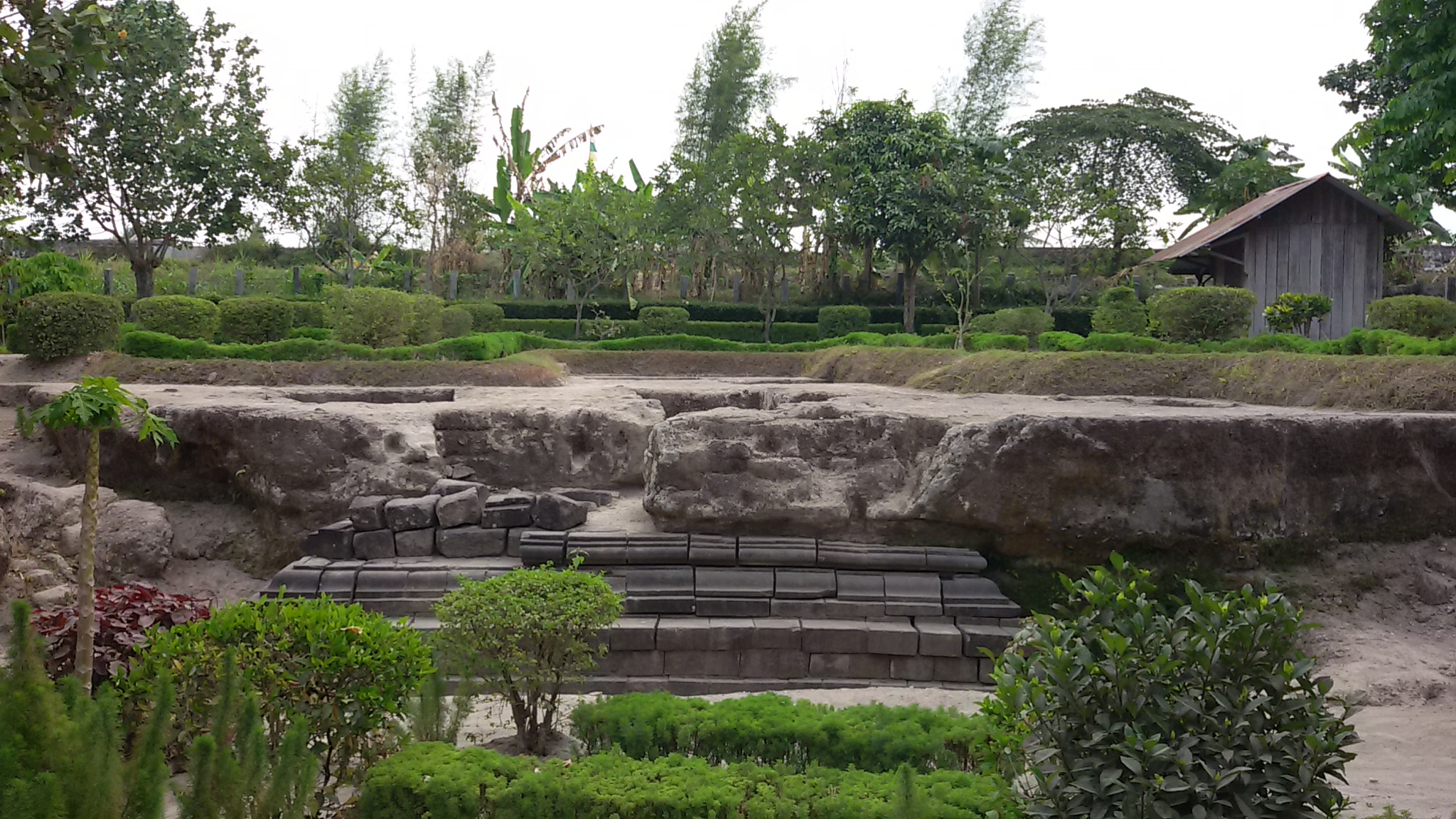
2015年的卡迪索卡寺廟

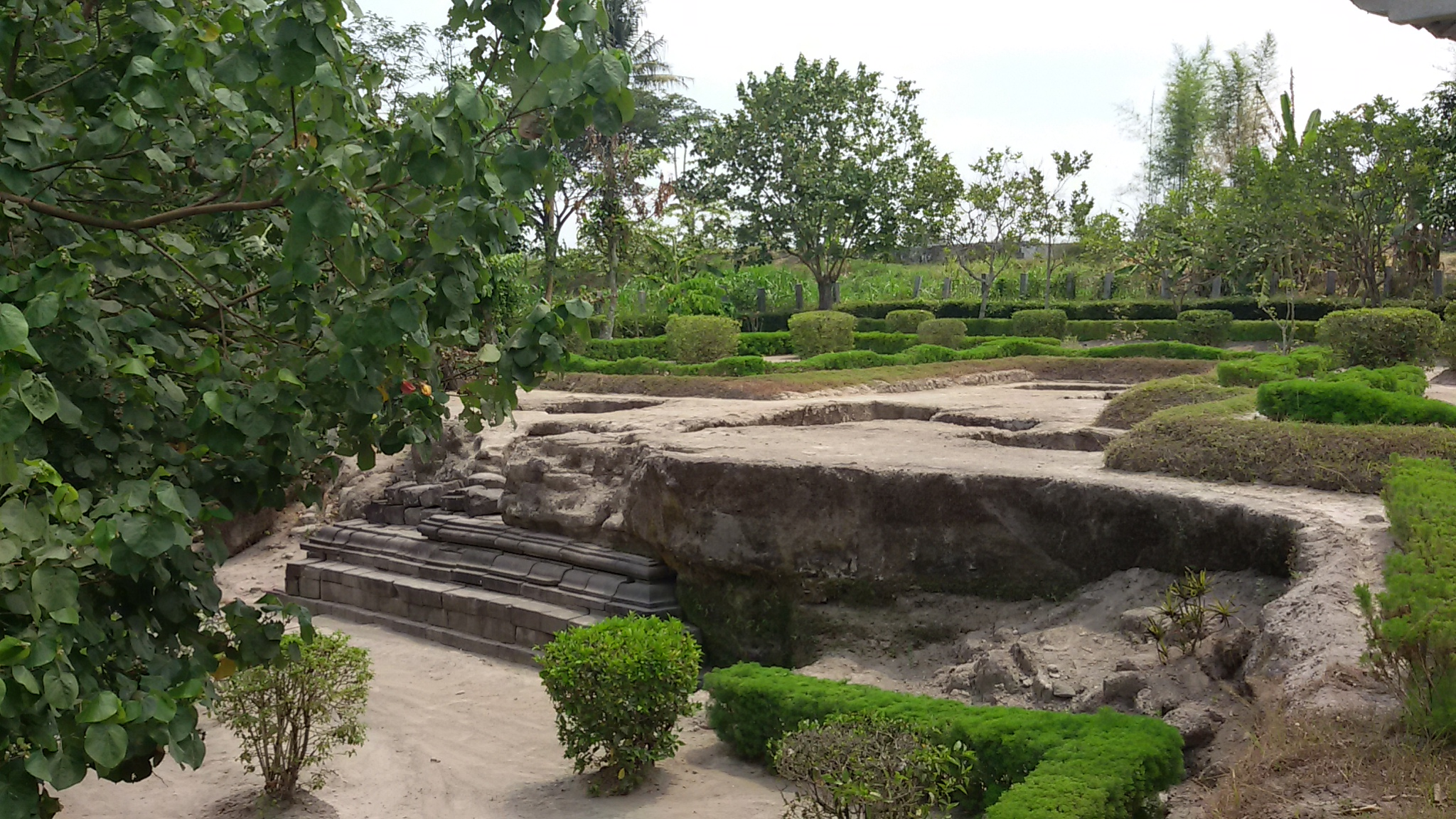
2015年的卡迪索卡寺廟

有些人認為卡迪索卡大約在八世紀左右建造。根據Véronique Degroot的說法，寺廟並未建築完成。她說道，寺廟的基地僅僅完成五層。曾兩次被庫寧河的火山泥流掩埋，據信至少相隔一個世紀。這座寺廟最終在地底3（9.8英尺）以下。
卡迪索卡被認為為一座印度教寺廟。因為有考古學家在寺廟中心發現了一個坑，而根據地窖的佈局，這些特徵通常只會在印度教寺廟中才能找到。
寺廟在2000年12月7日被一名採礦工人重新發現，並向Balai Pelestarian Peninggalan Purbakala（史前文物保護部）報告。經初步檢查後，由2001年2月開始挖掘，很快就發現了整個寺廟的東面以及寺廟坑。而挖掘機還在坑內發現了一些半寶石、黃金和一個裝著刻有蓮花的金牌的盒子。截至2010年，大部分寺廟仍被掩埋。